# Поляново (Бургасская область)
Поляново (болг. Поляново) — село в Бургасской области Болгарии. Входит в состав общины Айтос. Находится примерно в 6 км к западу от центра города Айтос и примерно в 33 км к северо-западу от центра города Бургас. По данным переписи населения 2011 года, в селе  проживало 393 человека.

## Население
| Год     | 1934 | 1946 | 1956 | 1965 | 1975 | 1985 | 1992 | 2001 | 2011 |
| ------- | ---- | ---- | ---- | ---- | ---- | ---- | ---- | ---- | ---- |
| Жителей | 254  | 219  | 196  | 251  | 357  | 402  | 375  | 382  | 393  |

| Национальность | Человек | Процент |
| -------------- | ------- | ------- |
| болгары        | 13      | 3,51%   |
| турки          | 357     | 96,49%  |
| Всего ответов  | 370     |         |

|  |